# 天人五衰 (小說)
《天人五衰》，是三島由紀夫長篇巨著《豐饒之海》四部曲的最後一部，是他切腹自殺當天早上才完成的巨著。
所謂的天人五衰，原是佛家語，意指天壽將盡時，所出現的諸多衰相，例如衣裳垢腻，头上花萎，身体臭秽、腋下汗出、不乐本座。

## 情節概要
在這一部小說裡，主角本多繁邦已經七十八歲，本多又在安永透身上看到了那三顆黑痣，認定他是這一系列輪迴的產物，他將安永透收養為養子。
四年後，透考上東京大學後，開始虐待本多，稍有不如意本多就遭到毒打。透將原本住在清水的瘋女絹江接過來照顧。
透20歲那年的聖誕夜，本多的友人慶子告訴了透輪迴轉生的秘密，並認為透是贗品，不是松枝清顯、飯沼勳與月光公主的轉世。聽了慶子這番話後，透憤而自殺，但只是眼盲而未死。他和瘋女絹江結婚，身上顯出「天人五衰」的徵兆。
本多因為窺視的醜聞遭雜誌報導，留下與絹江結婚的透，獨自來到六十一年未去的月修寺。可是最後月修寺的聰子對本多否定一切，說自己不認識清顯，並質疑清顯的存在。

## 創作
1970年11月25日，三島在《豐饒之海》結局中寫道：“這是個毫不出奇、閒靜明朗的庭園。像數念珠般的蟬鳴占領了整個庭院。除此之外沒有其他聲音，寂寞到了極點。這庭院什麼都沒有。本多覺得，自己來到了既無記憶也沒有任何東西存在的地方。”他將《天人五衰》最終章的全部稿件交給了「新潮社」，到了中午與「楯之會」四位同志前往東京市谷陸上自衛隊東部方面總監部於露臺進行了政變演說失敗後，選擇切腹自殺，結束了這位著名文學家的一生。